# Церква святителя Миколая Чудотворця (Росохач)
Церква святителя Миколая Чудотворця в Росохачі — культова споруда, православний парафіяльний храм (ПЦУ) у селі Росохач Чортківського району Тернопільської области.

## Історія церкви
Попередній дерев'яний храм на місці сучасної церкви святителя Миколая Чудотворця був збудований наприкінці XIII століття. У XIX столітті, коли населення села збільшилося, звели новий кам'яний храм, який належав до Сосулівської парафії.
Будівництво сучасної церкви розпочалося на початку XX століття і завершилося у 1904 році. Навіть за часів атеїстичного режиму церква залишалася відкритою.
15 грудня 2018 року храм і парафія перейшли до ПЦУ.

## Настотелі
- о. Роман Глубіш (1988—2013),
- о. Євген Махніцький.

## Галерея

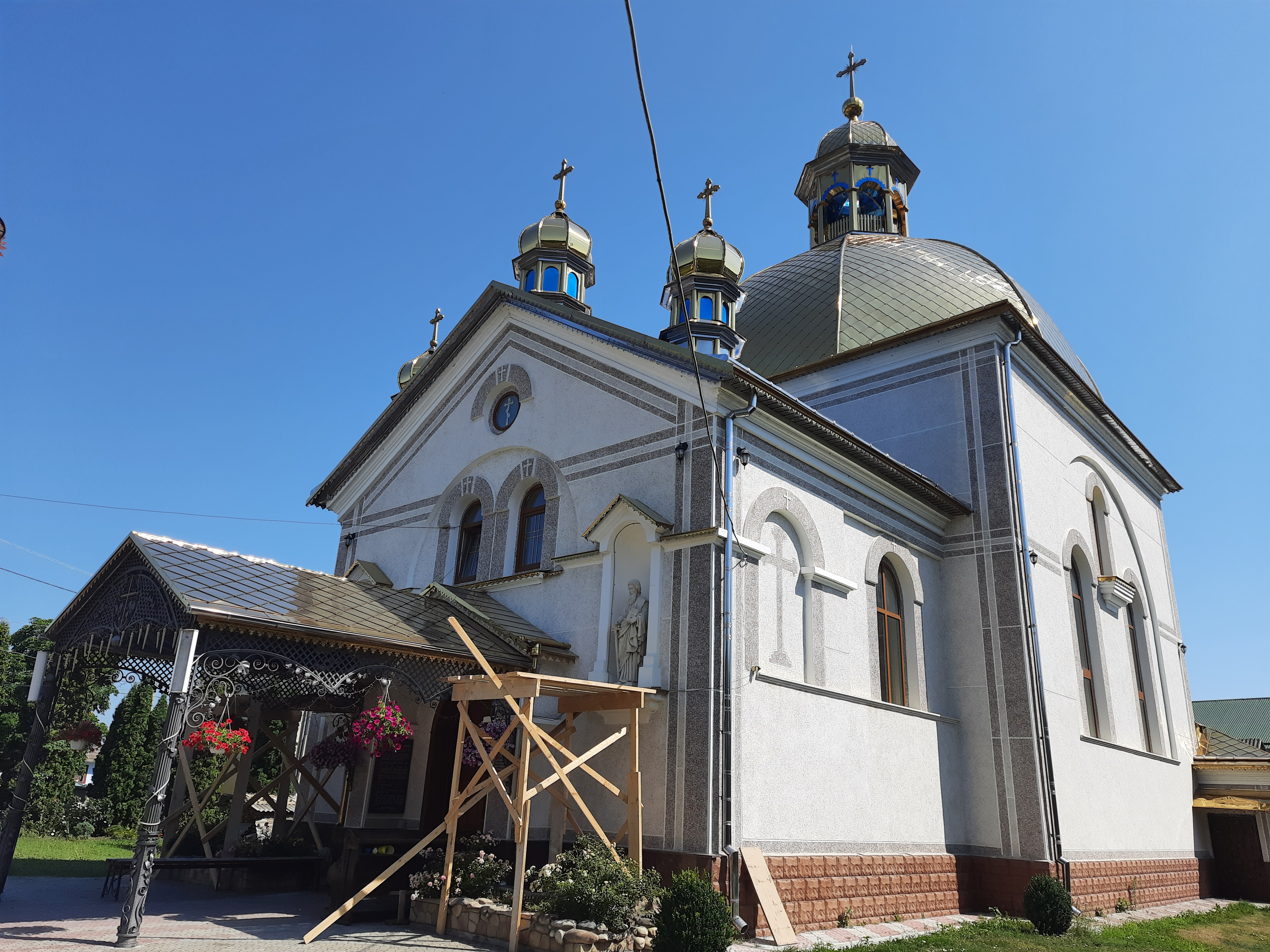
Церква святителя Миколая Чудотворця
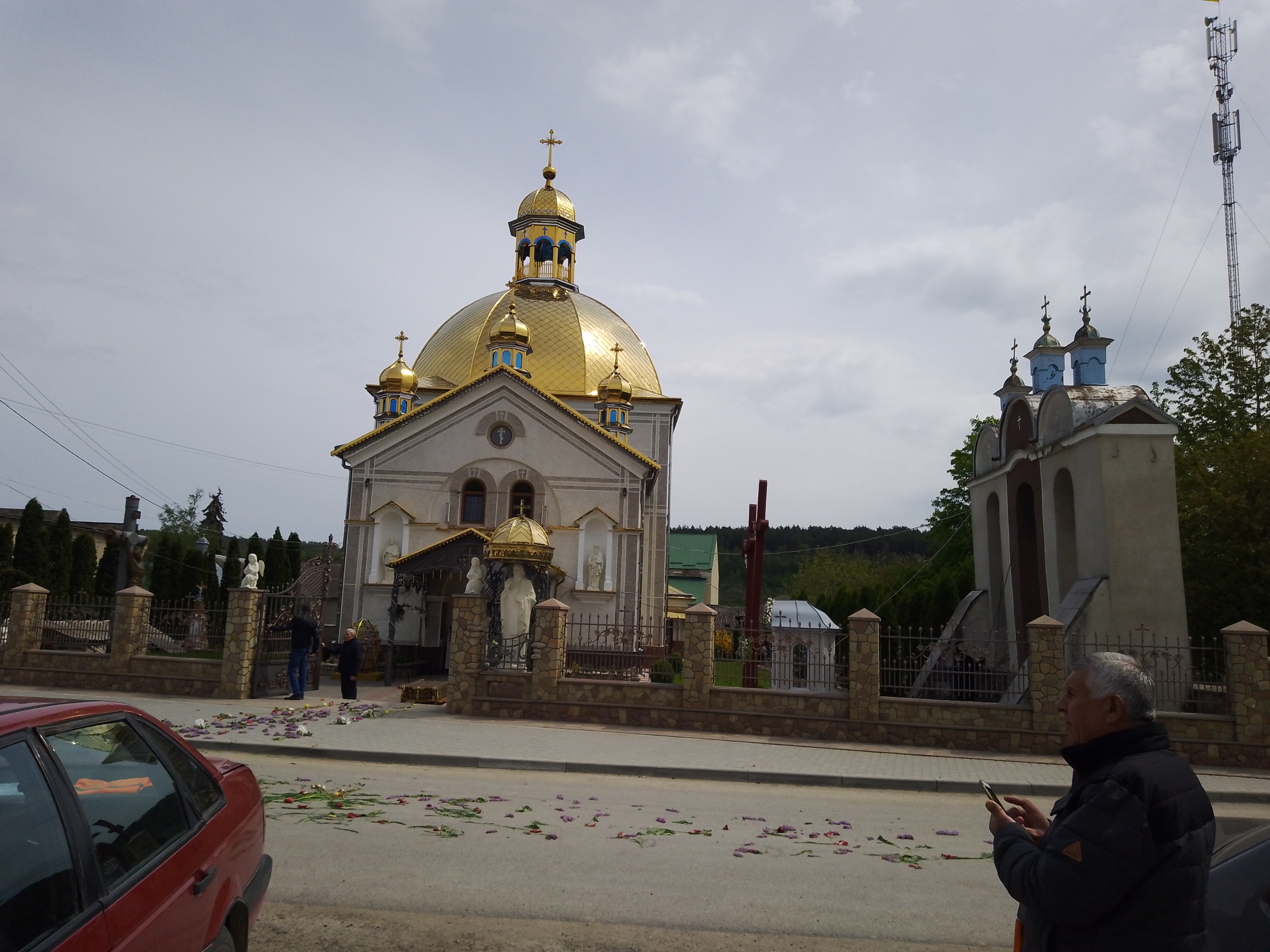
Церква святителя Миколая Чудотворця під час похорону українського військовослужбовця Володимира Вітіва з Росохача